# Magnetoresistenza gigante

Schema del fenomeno osservato da Albert Fert e altri, che ha condotto alla scoperta della GMR

La magnetoresistenza gigante (Giant magnetoresistance in inglese, da cui GMR) è un effetto quantistico di tipo magnetoresistivo, ovvero legato alla capacità dei corpi di variare la propria resistenza elettrica in presenza di campi magnetici esterni. Il fenomeno si osserva in sistemi di sottili pellicole metalliche, con alternanza di materiali ferromagnetici e non magnetici.
L'effetto si manifesta in un abbassamento significativo del valore della resistenza elettrica in presenza di un campo magnetico, poiché questo allinea le magnetizzazioni degli strati ferromagnetici vicini (debolmente accoppiati). Negli strati non magnetici, l'allineamento dello spin degli elettroni è in egual numero parallelo ed antiparallelo al campo esterno, il che ne diminuisce l'ampiezza di scattering.
Questo effetto viene utilizzato per la produzione di memorie MRAM e degli Hard disk.

## La scoperta
La GMR è stata scoperta indipendentemente nel 1988 in Fe/Cr/Fe tristrato da un'équipe guidata da Peter Grünberg del Jülich Research Centre, che possiede il brevetto, e in Fe/Cr multistrato dal gruppo di Albert Fert dell'Università di Parigi-Sud, che scoprì per primo l'effetto sul multistrato che condusse alla sua denominazione, e ne spiegò per primo la fisica sottesa. La scoperta della GMR è considerata come la nascita della spintronica. Grünberg e Fert hanno ricevuto vari premi e riconoscimenti prestigiosi per la loro scoperta e per i contributi al campo della spintronica, compreso il Premio Nobel per la Fisica del 2007.

## Tipologie di GMR

### GMR multistrato
Due o più strati ferromagnetici sono separati da uno strato molto sottile (circa 1 nm) di materiale non-ferromagnetico (ad esempio Fe/Cr/Fe). A certi spessori il RKKY che unisce gli strati ferromagnetici adiacenti diviene antiferromagnetico, rendendolo energeticamente preferibile per le magnetizzazioni degli strati adiacenti per allineare in caso antiparallelo. La resistenza elettrica del dispositivo è solitamente più alta nel caso anti-parallelo e la differenza può superare il 10% a temperatura ambiente. Lo spaziamento tra gli strati in questi dispositivi corrisponde tipicamente al secondo picco diamagnetico nell'oscillazione AFM-FM della coppia RKKY.
L'effetto GMR fu osservato all'inizio nella configurazione multistrato, con ricerche più recenti focalizzate su pile di 10 o più strati.

### GMR a valvola Spin

GMR a valvola spin

Due strati ferromagnetici sono separati da un sottile (circa 3 nm) strato non ferromagnetico, ma senza la coppia RKKY. Se i campi indotti dei due elettrodi ferromagnetici sono differenti, è possibile scambiarli indipendentemente. Pertanto, può essere raggiunto l'allineamento parallelo e anti-parallelo, e solitamente la resistenza è ancora maggiore nel caso anti-parallelo. Questo dispositivo è talvolta denominato anche valvola spin.
La GMR a valvola spin è la configurazione che trova maggiori applicazioni industriali, ed è utilizzata negli dischi rigidi.

### GMR granulare
La GMR granulare è un effetto che si ottiene nei precipitati solidi di un materiale magnetico in una matrice non magnetica. In pratica, la GMR granulare è osservabile solo nelle matrici di rame contenenti granuli di cobalto. La ragione di ciò è che il rame e il cobalto sono immiscibili, e pertanto è possibile creare il precipitato solido raffreddando rapidamente un miscuglio fuso di rame e cobalto. Le dimensioni dei granuli variano in funzione della rapidità di raffreddamento e dall'ammontare della successiva ricottura. I materiali della GMR granulare non sono in grado di produrre le elevate proporzioni GMR rilevabili negli omologhi multistrato.